# 加藤頼
加藤 頼（かとう らい、本名：加藤 小次郎、1980年7月16日 - ）は、劇団俳優座所属の俳優。父は俳優の加藤剛。母は女優・声優の伊藤牧子。同じく俳優の夏原諒を兄に持つ。2013年1月に旧芸名の頼三四郎（らい さんしろう）から改名した。身長170cm、血液型はO型。
2006年に松崎健ん語とRaiKenPlus（個人劇団）を結成する。
大岡越前 －卯の花が咲くとき－ではRaiKenPlusが脚本を行い、第一部では、若かりし頃の大岡忠相を自身が演じる。

## プロフィール
東京都出身。成城大学卒業。特技は野球・スキー・やり投・歌。

## 出演

### 舞台
- フロス河の水車場
- 夏の夜の夢
- ザ・パイロット
- 上意討ち
- 颶風のあと
- 蟹工船
- 大岡越前 -卯の花が咲くとき-
- 月光の海 ギタラ
- セチュアンの善人[1]
- フェードラ -炎の中で-[2]

### テレビ
- いい旅・夢気分

### テレビドラマ
- 月曜ミステリー劇場
  - 「冤罪シリーズ3」（2002年） - 風間大
- ナショナル劇場50周年記念特別企画 「大岡越前」2時間スペシャル（2006年3月20日、TBS / C.A.L） - 岬大介
- 逃亡者おりん　スペシャル‘紅蓮の巻’
- 水戸黄門（TBS / C.A.L）
  - 第37部 第15話「三下り半は御免蒙る」（2007年7月16日）- 芳次郎
  - 水戸黄門 スペシャル（2015年6月29日） - 友吉
- 水曜ミステリー9（テレビ東京）
  - 「森村誠一サスペンス 刑事の証明」（2008年 - 2013年） - 佐野雄二
- 坂の上の雲（2010年 - 2011年、NHK） - 永田泰次郎
- 月曜ゴールデン（TBS）
  - 「森村誠一サスペンス 正義の証明」（2011年9月26日） - 関口伸一
  - 「特捜弁護士・橘竜太郎 -雪冤の旅-」（2013年6月10日） - 藤尾義三
  - 「森村誠一サスペンス 魔性の群像 刑事・森崎慎平」（2013年7月1日 - ） - 後藤琢人
- 大岡越前（2013年、NHK / C.A.L） - 片瀬堅太郎
  - 大岡越前2（2014年）
  - 大可越前3（2016年）
  - 大岡越前スペシャル 白洲に咲いた真実（2017年1月3日）
  - 大岡越岡スペシャル〜大波乱!宿命の白洲〜（2023年12月29日）[3]
  - 大岡越前7（2024年）[4]
  - 大岡越前8（2025年）[5]
- 軍師官兵衛（2014年、NHK） - 吉川広家

### 吹き替え
- アイアン・フィスト（2013年） - ゼン・イー（リック・ユーン）